# Фэрли Стиллвелл
Доктор Фэрли Стиллвелл (англ. Farley Stillwell) — персонаж американских комиксов издательства Marvel Comics. Наиболее известен как учёный, превративший Мака Гаргана в Скорпиона.

## История публикаций
Доктор Фэрли Стиллвелл дебютировал в комиксе The Amazing Spider-Man #20 (Январь, 1965) и был создан сценаристом Стэном Ли и художником Стивом Диткo.

## Биография вымышленного персонажа
Когда Питер Паркер устроился на работу в Daily Bugle, его босс Джей Джона Джеймсон задавался вопросом, как молодому человеку удаётся делать высококачественные фотографии Человека-паука. Он нанял частного сыщика Мака Гаргана, чтобы тот следил за Питером и раскрыл секрет его снимков. Тем не менее, вскоре Джеймсон акцентировал своё внимание на статье об учёном, утверждающим, что он нашёл способ вызывать искусственные мутации у животных. Сначала Джеймсон счёл учёного безумцем, однако затем заинтересовался его деятельностью, посчитав, что тот поможет ему избавиться от Человека-паука. После того, как Гарган появился в офисе Джеймсона, чтобы поделиться с ним результатами слежки, Джона решил использовать сыщика для реализации своего замысла.
Посетив лабораторию Стиллвелла, Джеймсон предложил амбициозному учёному $ 10 000, если тот проведёт свой эксперимент на человеке, а именно на Гаргане. Поначалу сопротивляясь, доктор Стиллвелл, в конечном итоге, не смог отказаться от такого щедрого предложения и продолжил эксперимент. Он решил наделить Гаргана силами скорпиона, однако опасался побочных эффектов, которые потенциально могли затронуть мозг испытуемого. Тем не менее, Гарган выпил сыворотку и продолжил сотрудничество. Также доктор Стиллвелл создал костюм Скорпиона, оснащённый мощным электромеханическим хвостом, завершив новый образ Гаргана.
Вскоре после проведения эксперимента Стиллвелл продолжил дальнейшие исследования и обнаружил, что эксперимент не увенчался успехом. По мере того, как Гарган набирал силу, он в то же время терял рассудок. Доктор Стиллвелл создал сыворотку, которая избавила бы его подопытного от его способностей, и отправился на поиски Гаргана, который был занят сражением с Человеком-пауком. Прибыв на место, доктор Стиллвелл рассказал Гаргану о побочных эффектах эксперимента и предложил ему вылечиться. Несмотря на предупреждения учёного, Гарган не захотел расставаться с полученными способностями и забрался на стену здания, чтобы скрыться. Доктор Стиллвелл последовал за ним, но потерял хватку и сорвался с большой высоты. Находясь в падении, Стиллвелл бросил сыворотку в Гаргана в тщетной надежде вылечить его. Его попытка провалилась, а сам доктор разбился насмерть.

### Наследие
У Фэрли был брат по имени Харлан, ещё один учёный, который был ответственен за создание Человека-мухи. Когда Ричард Дикон получил способности сверхчеловека он моментально убил Харлана. Впоследствии технология братьев Стиллвелл использовалась для наделения сверхспособностями суперзлодеев Ответа и четвёртого Стервятника.

## Вне комиксов

### Телевидение

Стиллвелл в мультсериале «Человек-паук» (1994)

- Фэрли Стиллвелл появляется в мультсериале «Человек-паук» 1967 года, где его озвучил Том Харви[7]. В эпизоде «Никогда не наступай на Скорпиона» он был нанят Джей Джоной Джеймсоном для превращения Мака Гаргана в Скорпиона. В серии «Укус Скорпиона» Скорпион прибывает в лабораторию Стиллвелла и выпивает сыворотку, которая увеличивает его силу и массу, разрушая при этом лабораторию.
- Стиллвелл эпизодически появляется в телесериале «Удивительный Человек-паук» 1977 года, в эпизоде «Волчья стая».
- Майкл Рай озвучил доктор Фэрли Стиллвелла в мультсериале «Человек-паук» 1994 года[8]. В серии «Жало Скорпиона» он создаёт Скорпиона из Мака Гаргана по заказу Джей Джоны Джоны Джеймсона. Впоследствии Гарган требует, чтобы Стиллвелл вернул ему прежнее состояние, но последний заявляет, что не в состоянии обратить процесс, в результате чего Скорпион едва не убивает его, после чего учёного госпитализируют. Во флэшбеке серии «Загадай желание» Стиллвелл был учёным, руководившим экспериментом, связанным с неогенными исследованиями, в результате которого Питер Паркер стал Человеком-пауком[9]. В эпизоде «Последний неогенный кошмар» Скорпион похищает Стиллвелла из больницы, чтобы заставить его использовать новообразованный рекомбинатор и снова сделать его человеком, но действия Гаргана приводят его к столкновению с Человеком-пауком и Стервятником. Стиллвелл пытается уничтожить устройство, но доктор Курт Коннорс пытается вмешаться и становится Ящером. Несмотря на победу Человека-паука над Скорпионом, Стиллвелл перегружает рекомбинатор из-за чего тот взрывается. Убедившись, что никто не сможет повторить его эксперимент, Стиллвелл уходит.

### Видеоигры
- Женская версия Стиллвелла появляется в игре Spider-Man 3 2007 года, где её озвучила Ника Футтерман[10]. Она является главой научной корпорации под названием «MechaBioCon» и несёт ответственность за захват Скорпиона, который обратился к ней в надежде, что Стиллвелл поможет избавить его от механического хвоста. Стиллвелл использовала Гаргана в качестве объекта для своих экспериментов по военной кибернетике и управлению разумом, превратив его в послушное живое оружие. Она приказывает Скорпиону освободить Носорога из перевозившего его фургона. После того, как Человек-паук побеждает Скорпиона и освобождает его от контроля над разумом, они объединяют усилия, чтобы нанести ответный удар Стиллвелл, которая взяла в заложники доктора Джессику Эндрюс, возлюбленную Скорпиона. Победив Носорога благодаря поддержке Человека-паука, Скорпион спасает доктора Эндрюс и пытается убить Стиллвелл, но Человек-паук и доктор Эндрюс убеждают его отказаться от мести. В то время как Скорпион уходит, Человек-Паук сдаёт Стиллвелл полиции.
- Стиллвелл упоминается в игре Spider-Man 2 (2023) как создатель Скорпиона[11].